# J.P. Grosse
J.P. Grosse is een Muppet die aanvankelijk werd gespeeld door poppenspeler Jerry Nelson. In de spin-off Muppets Tonight werd J.P. Grosse wanneer hij niet sprak gespeeld door Leslie Carrara.
Grosse is de eigenaar van het theater waarin de Muppets optreden en de oom van toneelknecht Scooter. Hij kwam slechts een paar keer voor in The Muppet Show, maar werd geregeld genoemd. Bij het horen van zijn naam raakte Kermit de Kikker gewoonlijk meteen in paniek en deed alles wat hem in Grosse' naam werd opgedragen. Meestal betrof het dan eigenlijk een wens van Scooter die tussen neus en lippen door zijn oom noemde om zijn wil door te drijven.
Hoewel J.P. Grosse vaak werd genoemd in het eerste seizoen van de show, kwam hij pas voor het eerst voor in seizoen twee in de aflevering met Judy Collins. Na enkele malen te hebben meegespeeld in dit seizoen verdween het personage weer uit beeld. Van het derde tot en met het laatste seizoen werd er alleen nog over hem gesproken. In het boek 'Of Muppets and Men' legt Jerry Juhl uit dat het personage enkel een goed concept was wanneer hij niet in beeld verscheen. Hij kwam nog wel voor als achtergrondfiguur in andere Muppet-producties zoals Muppets Tonight.